# Christina van Sleeswijk-Holstein-Gottorp
Christina van Sleeswijk-Holstein-Gottorp (Kiel, 12 of 13 april 1573 — Gripsholms slott, 8 december 1625) was, als tweede echtgenote van Karel IX van Zweden, van 1604 tot 1611 koningin-gemalin van Zweden. Ze behoorde tot het Huis Sleeswijk-Holstein-Gottorp.

## Levensloop
Christina was een dochter van hertog Adolf van Sleeswijk-Holstein-Gottorp en diens echtgenote Christina, dochter van landgraaf Filips I van Hessen.
Eerst was ze verloofd met de Poolse koning Sigismund III, maar de verloving werd door Sigismund verbroken. Uiteindelijk huwde ze op 22 augustus 1592 in het Slot van Nyköping met de latere koning Karel IX van Zweden (1550-1611). In 1604 werd het echtpaar koning en koningin van Zweden en op 15 maart 1607 werden ze samen gekroond in de Kathedraal van Uppsala.
Als koningin ging Christina spaarzaam aan met de huishoudmiddelen aan het hof. Ook stelde ze zich doorzettingssterk op tegen haar kinderen. Zo kon ze zich met succes verzetten tegen de relatie van haar zoon Gustaaf II Adolf en Erna Brahe en kon ze verhinderen dat haar tweede zoon Karel Filips tot tsaar van Rusland verkozen werd.
Na de dood van haar echtgenoot in 1611 en vooral die van haar zoon Karel Filips in 1622 leefde Christina teruggetrokken in familiekring. In december 1625 stierf ze op 52-jarige leeftijd in het Gripsholms slott. Ze werd naast haar echtgenoot bijgezet in de Domkerk van Strängnas.

## Nakomelingen
Christina en Karel IX kregen vijf kinderen:
- Christina (1593-1594)
- Gustaaf II Adolf (1594-1632), koning van Zweden
- Maria Elisabeth (1596-1618), huwde in 1612 met hertog Johan van Östergötland
- Karel Filips (1601-1622), hertog van Södermanland
- een doodgeboren zoon (1606)

- International Standard Name Identifier: 0000 0000 5187 8914
- KulturNav: 26dc9a03-8d92-4136-9405-4ecf7d1cccb0
- LIBRIS: 319564
- Virtual International Authority File: 66455199